# William Cavendish (3e comte de Devonshire)
William Cavendish (10 octobre 1617 – 23 novembre 1684) est un aristocrate anglais, titré 3e comte de Devonshire et homme politique, connu comme royaliste.

## Biographie
Fils aîné de William Cavendish (2e comte de Devonshire) et de son épouse Christian Cavendish, il est éduqué par sa mère avec l'ancien tuteur de son père, Thomas Hobbes. Une traduction de Thucydide par Hobbes est dédiée à Cavendish, et de 1634 à 1637, il voyage à l'étranger avec le philosophe.
Cavendish est créé Chevalier de l'ordre du Bain au couronnement de Charles Ier en 1625. Il est lord-lieutenant du Derbyshire du 13 novembre 1638 au 22 mars 1642, est haut commissaire de Ampthill le 4 février 1640, et co-commissaire de tableau pour Leicestershire le 12 janvier 1642. Comme éminent royaliste, il s'oppose à la déchéance des droits de Thomas Wentworth (1593-1641) et est convoqué à une conférence privée avec la reine en octobre 1641. Il est avec Charles Ier à York en juin 1642. Il s'absente de sa place au parlement, est démis de ses fonctions avec huit autres camarades et refuse de comparaître à la barre de la Chambre des Lords. Il est expulsé le 20 juillet 1642, et est condamné à être emprisonné à la Tour de Londres. Il quitte l'Angleterre, et ses propriétés sont mises sous séquestre.
Cavendish revient du continent en 1645, se soumet au parlement, est pardonné en 1646, est condamné à une amende de 5 000 livres sterling, et vit avec sa mère à Latimer, dans le Buckinghamshire. Charles Ier séjourne une nuit chez lui le 13 octobre 1645. Lors de la Restauration, il est reconduit au poste de lord-lieutenant du Derbyshire (20 août 1660), devient commissaire de Tutbury (8 août), et de la High Peak (1661).
Cavendish est un virtuose, proche de John Evelyn, et est l'un des premiers membres de la Royal Society (20 mai 1663), Il est commissaire de commerce 5 mars 1668 – 1669, mais vit principalement dans le pays. Il est décédé le 23 novembre 1684, à sa maison à Roehampton, Surrey, et est enterré à Edensor. Sa femme, Elizabeth, est morte cinq ans plus tard, et est enterrée dans l'Abbaye de Westminster.

## Famille

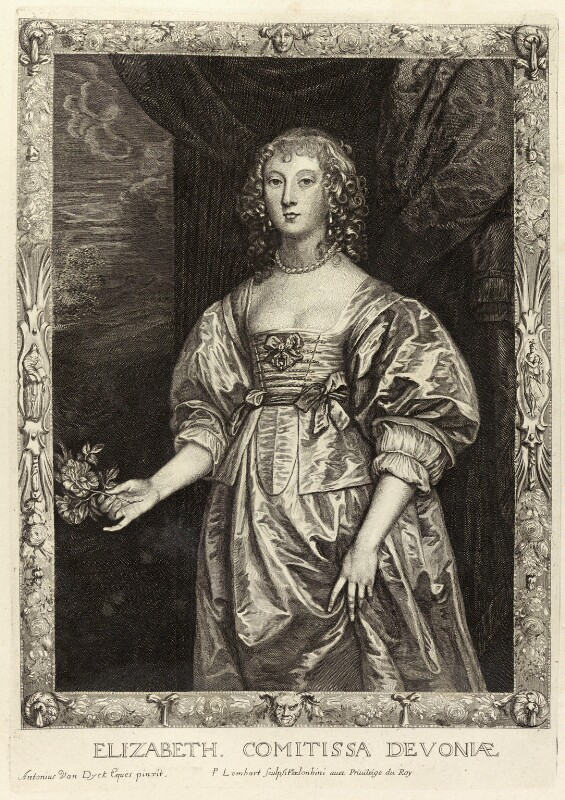
Elizabeth, Comtesse de Devonshire

La comtesse de Leicester cherche à lui faire épouser Lady Dorothy Sidney (en), sa fille mais le mariage ne s'est pas fait. Elizabeth Cecil (en), deuxième fille de William Cecil (2e comte de Salisbury), dévient l'épouse de Cavendish le 4 mars 1639. Ils ont :
- William Cavendish (1er duc de Devonshire) (1641-1707)
- Charles Cavendish, meurt célibataire, le 3 mars 1671.
- Anne Cavendish (c. 1650-1703[2]), épouse de Charles, Lord Rich, fils du comte de Warwick, puis de John Cecil (5e comte d'Exeter) le 2 mai 1670.